# Homero Niño de Rivera Vela
Homero Ricardo Niño de Rivera Vela (Monterrey, Nuevo León, 23 de marzo de 1975) es una político mexicano, miembro del Partido Acción Nacional (PAN). Entre varios cargos políticos, ha sido diputado federal de 2012 a 2015.

## Biografía
Es licenciado en Derecho y Ciencias Sociales egresado de la Universidad Autónoma de Nuevo León (UANL) y maestro en Administración Pública por el Instituto Ortega y Gasset de Madrid. Ejerció como docente de Derecho Público en el Instituto Tecnológico y de Estudios Superiores de Monterrey (ITESM).
Miembro del PAN desde 1998. De 1998 a 2000 fue director de Comunicación y vocero del comité estatal del PAN en Nuevo León y en 2000 participó en el área de comunicación de la campaña presidencial del candidato del PAN Vicente Fox Quesada. En el gobierno de Vicente Fox ocupó los siguientes cargos: de 2001 a 2002 director de Información de la Secretaría de Comunicaciones y Transportes siendo su titular Pedro Cerisola y Weber; de 2002 a 2004 director de Planeación Estratégica de la Presidencia de la República; y, de 2005 a 2006 gerente corporativo de Comunicación Social de Petróleos Mexicanos (PEMEX) siendo director general Luis Ramírez Corzo.
En 2006, en el gobierno federal encabezado por Felipe Calderón Hinojosa, fue de 2006 a 2007 director general de Comunicación Social de la Secretaría de Energía encabezada por Georgina Kessel Martínez, en 2008 asumió la secretaría de Comunicación del comité nacional del PAN que presidía Germán Martínez Cázares,  y de 2008 a 2009 volvió a ser directora general de Comunicación Social, pero en la Secretaría de Gobernación cuando era su titular Fernando Gómez-Mont Urueta; y, de 2010 a 2012 fue coordinador ejecutivo y de enlace legislativo de PEMEX bajo la dirección general de Juan José Suárez Coppel.
Renunció al cargo para ser postulado candidato del PAN a diputado federal por el Distrito 1 de Nuevo León. Logró el triunfo y fue elegido a la LXII Legislatura de 2012 a 2015, en ella fue secretario de las comisiones de Comunicaciones; y, de Energía; e integrante de la comisión de Desarrollo Metropolitano. En las elecciones federal de 2024 fue postulado nuevamente a diputado federal por el Distrito 1 de Nuevo León por la coalición Fuerza y Corazón por México; fue elegido al recibir el 48.96% de los votos, contra el 24.95 de su competidor Javier González Alcántara Cáceres de Movimiento Ciudadano.